# Tarabuk
Tarabuk – fikcyjny wuj Sindbada Żeglarza, którego postać opisał Bolesław Leśmian w "Przygodach Sindbada Żeglarza" (1913). Postać doczekała się analiz literaturoznawczych, i została opisana m.in. jako "ironiczna" i "groteskowa".
"Tarabuk" to również nazwa księgarnio-kawiarni, która powstała i przez dziesięć lat mieściła się przy ul. Browarnej na warszawskim Powiślu. W związku z podwyższeniem czynszu przez Spółdzielnię Mieszkaniową "Radna" księgarnia w listopadzie 2015 roku przeniosła się do nowej siedziby przy ul. Marszałkowskiej 7.